# Rodrigo Díaz de Vivar
Le Cid
« El Cid » redirige ici. Pour les autres significations, voir Le Cid.
Rodrigo, ou Ruy, Díaz de Vivar (parfois écrit ‹ Bivar ›), dit El Cid Campeador ou simplement El Cid (Le Cid en français), né vers 1043 à Vivar près de Burgos et mort à Valence le 10 juillet 1099, est un chevalier mercenaire chrétien, héros de la Reconquista qui devint prince de Valence.
Capitaine de Sanche II le Fort, le premier roi de Castille, Rodrigo (Rodrigue) s'illustre au combat et acquiert le nom de Campeador (« champion » en espagnol). À la mort de Sanche II, en 1072, il passe au service d'Alphonse VI le Brave, roi de León. En 1074, celui-ci lui donne pour épouse une parente, doña Jimena (Chimène). En 1082, banni de Castille par le roi qui craint son ambition, il est contraint à l'exil. Il se met alors au service de Yusuf al-Mutaman, l'émir houdide de Saragosse. Les musulmans, auprès desquels il combat désormais, lui donnent le titre de Sid (« seigneur » en arabe dialectal). Le 17 juin 1094, il s'empare du royaume de Valence (taïfa de Valence ou de Balansiya en arabe) où il règne jusqu'à sa mort. Son épouse Chimène, en hérite et le conserve jusqu'en 1102, date à laquelle il passe de nouveau sous domination musulmane.
Originaire d'une famille aristocratique d'Asturies-et-León[Selon qui ?], il fut le grand-père du roi García V de Navarre, par le biais de sa fille Cristina.
En dépit de sa représentation actuelle comme héros national espagnol (plus particulièrement en Castille) ou comme acteur majeur de la Reconquista, il s'est placé durant la plus grande partie de sa vie sous les ordres de différents seigneurs, chrétiens comme musulmans, tout en agissant de son propre chef et dans son propre intérêt. De ce fait, des auteurs contemporains peuvent le comparer à un mercenaire, un soldat et chef militaire professionnel marchandant ses services.

## Biographie

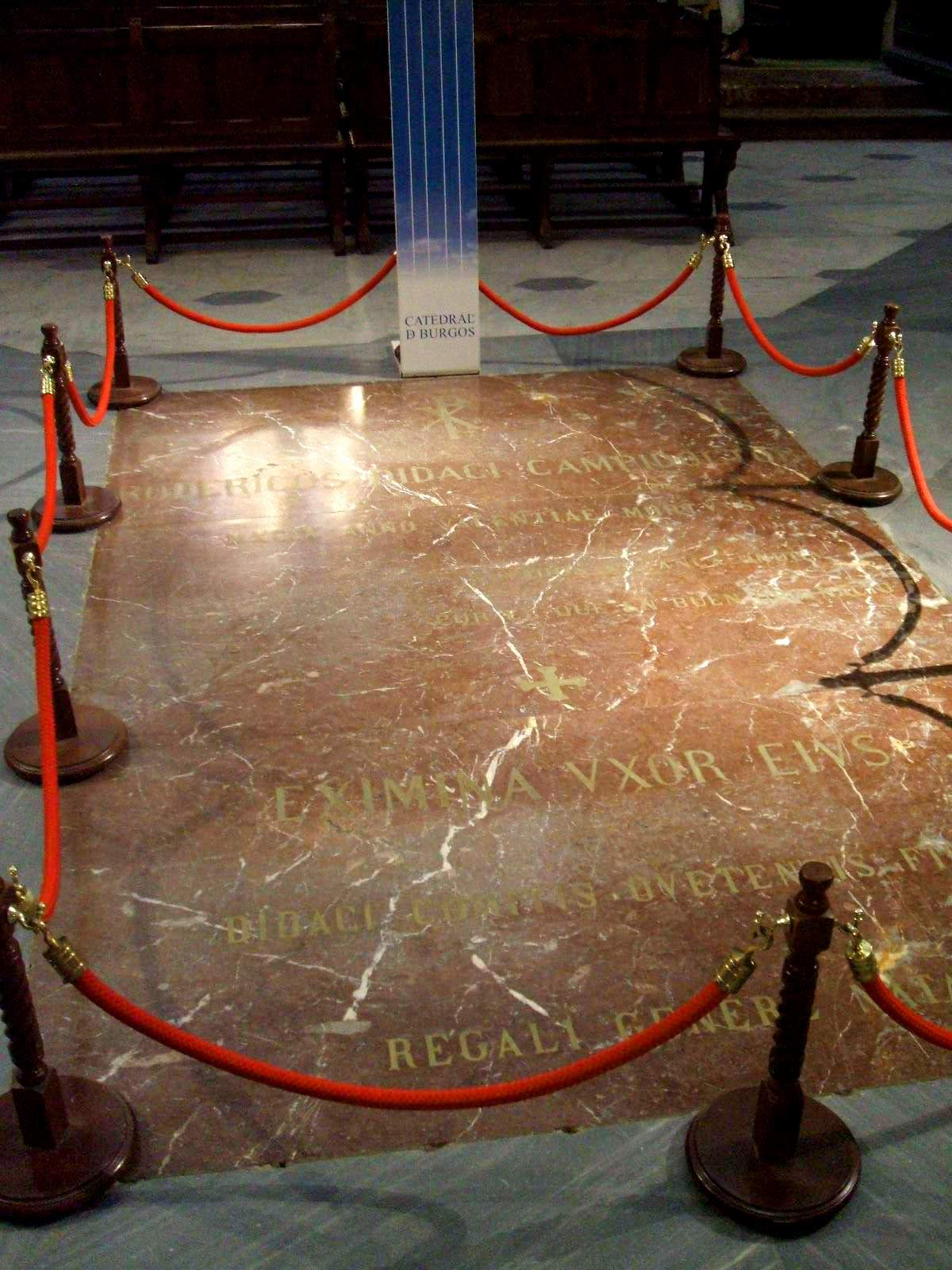
Tombe de Rodrigo Díaz de Vivar, cathédrale Sainte-Marie de Burgos.

### Naissance et généalogie
Selon la tradition, Rodrigo Díaz de Vivar est né à Vivar (aujourd'hui Vivar del Cid, commune de Quintanilla Vivar), petit village à 7 km de Burgos. Il est le fils de Diego Láinez — connu pour avoir conquis les châteaux d'Ubierna, d'Urbel et de La Piedra en Navarre — et de Teresa Rodriguez, fille de Rodrigo Álvarez et de Teresa Nuñez.[source insuffisante]

#### Jeunesse: au service deSancheIIde Castille, puis d'AlphonseVI
Il a 15 ans lorsque son père meurt. Il est alors élevé à la cour du roi de Léon et de Castille Ferdinand Ier, auprès de son fils héritier, le futur Sanche II de Castille. Il le sert lorsqu'il accède au trône en 1065. Après l'assassinat de Sanche II (1072), Rodrigo passe au service du nouveau roi, Alphonse VI. Celui-ci le charge de recouvrer pour lui les parias, tributs dus par le roi maure de Séville. En récompense, Alphonse VI lui donne en mariage sa nièce, Jimena Díaz (Chimène), fille du comte d'Oviedo.[réf. souhaitée]

### Le premier exil: au service de la taïfa de Sarragosse
Pour avoir enfreint la paix du roi, en l'accusant plus ou moins directement d'avoir participé à l'assassinat de son propre frère, il est exilé en 1081, et parcourt l'est de la péninsule, offrant ses services aux princes, tant chrétiens que musulmans. De cette époque date son surnom de Cid (de l'arabe سيد (Sayyid), seigneur) ; son autre surnom, Campeador (le « Champion »), vient du latin campidoctor, instructeur « maître d'armes ».
Rodrigo Díaz de Vivar sert alors le roi taïfa de Saragosse.

### Réconciliation avec le roi

Royaumes chrétiens et royaumes de Taifas en 1086, avant la bataille de Zalaca.

Le 25 mai 1085, Alphonse VI de León conquiert le taïfa de Tolède et en 1086 il commence le siège de Saragosse, ville ayant à sa tête Al-Musta'in II qui a pris Rodrigo à son service. Mais en août de cette année, une armée almoravide progresse dans les terres du royaume de León, forçant Alphonse à intervenir, et aboutissant à la défaite chrétienne de la bataille de Sagrajas le 23 octobre. Il est possible que durant le siège de Saragosse, Alphonse se réconcilie avec le Cid, mais dans tous les cas celui-ci n'est pas présent à Sagrajas. L'arrivée des almoravides, qui suivent assez strictement la loi islamique, rend difficile pour le roi du taïfa de Saragosse de maintenir à la tête de ses armées un chef chrétien, ce qui aurait pu lui faire renoncer aux services du Campeador. D'un autre côté, Alphonse a pu pardonner à Rodrigo avec la nécessité d'avoir à son service de précieux chefs de guerre pour affronter le nouveau pouvoir arrivant d'Afrique du nord.

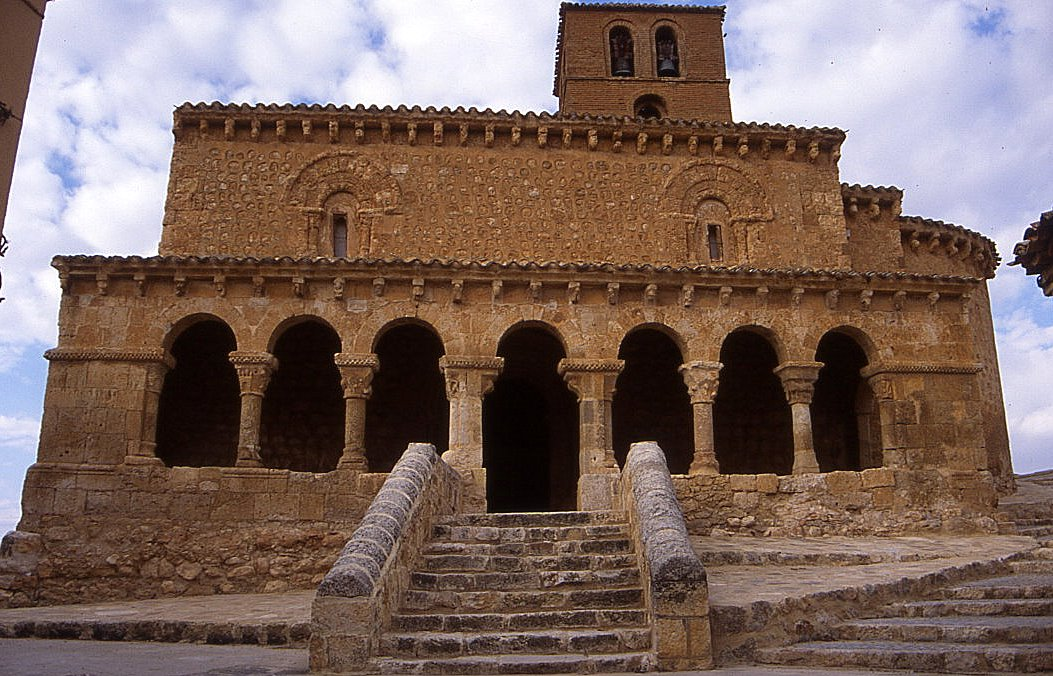
Église de San Miguel de San Esteban de Gormaz, où Rodrigo avait des domaines.

Rodrigo accompagne la cour du roi Alphonse en Castille dans la première moitié de l'année 1087 et au printemps il se dirige vers Saragosse, où il se retrouve de nouveau aux côtés d'Al-Musta'in II. Ensemble, ils prennent la route de Valence pour assister le roi fantoche Yahya al-Qadir au siège initié par Al-Múndir de Lérida (es) (roi du taïfa de Lérida entre 1082 et 1090), qui s'est de nouveau allié avec Bérenger-Raimond II de Barcelone du comté de Barcelone pour conquérir le riche taïfa de Valence, qui est à l'époque sous la protection d'Alphonse VI. Le Cid réussit à repousser l'agression d'Al-Mundir de Lérida, mais peu de temps après celui-ci prend la place forte de Murviedro (l'actuelle Sagonte), menaçant de nouveau dangereusement Valence. Dans cette position difficile, Rodrigo Díaz va en Castille à la rencontre de son roi pour solliciter des renforts et planifier la future défense stratégique de la ville. La conséquence de ces plans sera la future intervention du Cid au Levant, qui aura pour résultat une succession d'actions belliqueuses enchaînées l'amenant à abandonner la ville. La compagnie du Cid renforcée, il se dirige vers Murviedro avec pour objectif de chasser le roi houdide de la ville. Pendant qu'Alphonse VI sort de Tolède par le sud, Rodrigo Díaz part de Burgos, campe à Fresno de Caracena et le 4 juin 1088 il célèbre la Pentecôte à Calamocha puis se dirige de nouveau vers le Levant.
Quand il arrive, Valence est assiégée par Bérenger-Raimond II de Barcelone, alors allié à Al-Musta'in II de Saragosse, empêché par le Cid de récupérer la ville lors de leur précédent affrontement. Rodrigo, face à la force de cette alliance, réalise un accord avec Al-Musta'in II et négocie la levée du siège. Par la suite, le Cid commence à récupérer les tributs que Valence payait précédemment à Barcelone ou au roi Alphonse VI et il établit avec elle un protectorat sur toute la région, incluant le taïfa d'Albarracín et de Murviedro.

### Second exil: Son intervention au Levant espagnol
Avant la fin de l'année 1088, il se produit un nouveau sujet de désaccord entre le Cid et son roi. Alphonse VI a conquis la ville d'Aledo (Région de Murcie), depuis lesquels il met en danger les taïfas de Murcie, Grenade et de Séville avec des raids incessants. De fait, les taïfas andalous sollicitent une fois de plus l'intervention de l'empereur almoravide Youssef ben Tachfine, qui mit le siège à Aledo au printemps 1088. Alphonse VI vient à la rescousse de la forteresse et ordonne à Rodrigo de venir à sa rencontre à Villena pour unir leurs forces. Néanmoins le Cid ne rejoindra finalement pas son roi, sans qu'il puisse être établi si la raison est un problème logistique ou une décision du Cid d'éviter la rencontre. Au lieu d'attendre à Villena, il campe à Ontinyent et positionne des sentinelles à Villena et à Chinchilla de Monte-Aragón pour annoncer l'arrivée de l'armée du roi. Alphonse VI, à son tour, au lieu d'aller au point de rendez-vous décidé, prend un chemin plus court par Hellín et par la vallée de la Segura jusqu'à Molina. De ce fait, Alphonse VI punit à nouveau le Cid d'un nouveau bannissement en lui appliquant une mesure qui n'était réservée qu'aux cas de trahison, entrainant l'expropriation de ses biens, ce qui n'avait pas été le cas au premier exil. C'est à partir de ce moment-là que le Cid commence à agir comme un seigneur indépendant et planifie son intervention au Levant comme une initiative personnelle et non comme une mission pour le compte du roi.

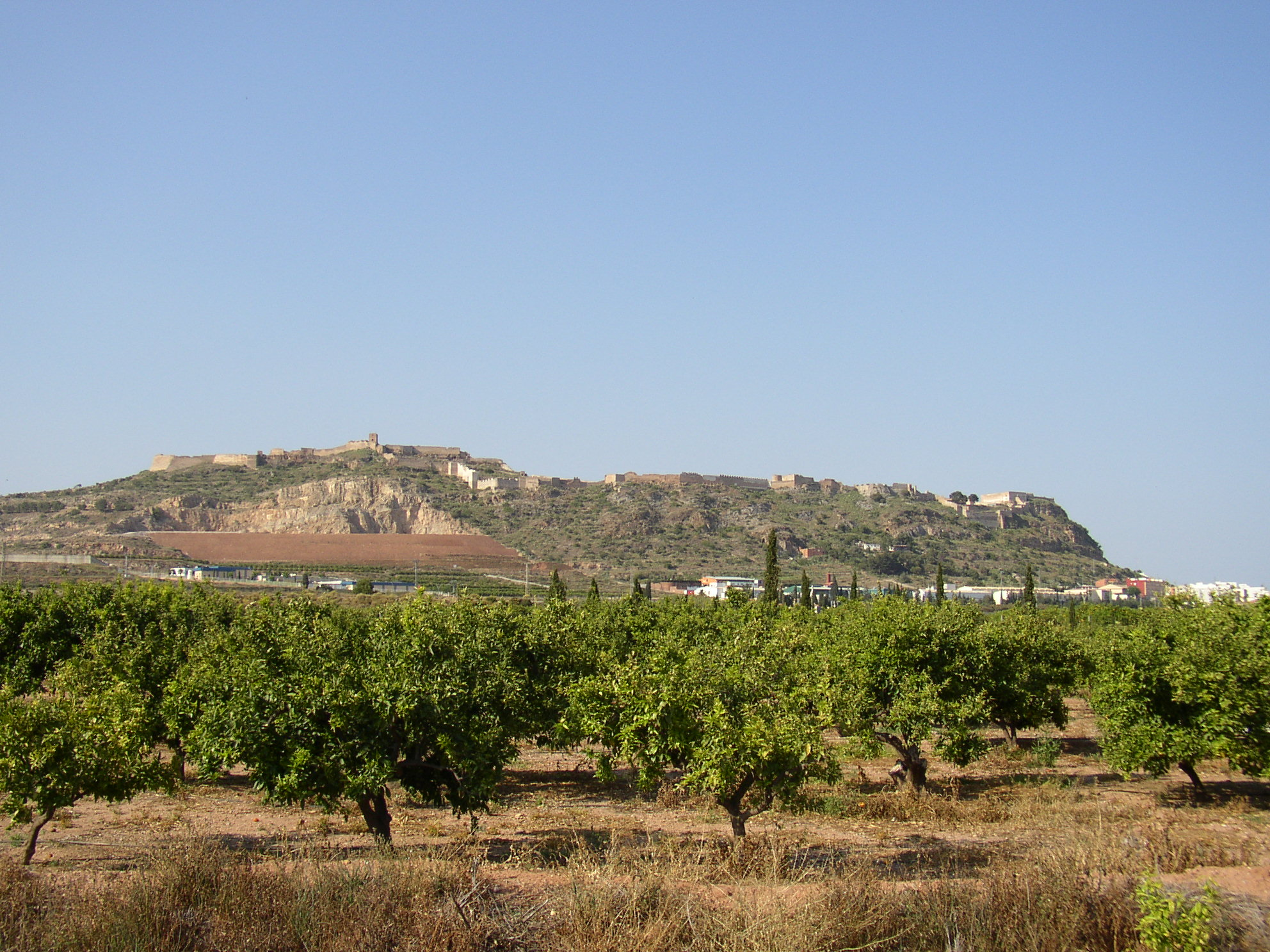
Château de Murviedro (actuelle Sagonte).

Au début de l'année 1089 il pille le taïfa de Dénia et se rapproche ensuite de Murviedro, ce qui aboutit au paiement de tributs par Yahya al-Qadir du taïfa de Valence pour assurer sa protection. Au milieu de cette année il menace la frontière sud du taïfa de Lérida dirigée par Al-Múndir de Lérida (es) et de Bérenger-Raimond II de Barcelone en s'établissant fermement à Borriana, à peu de distance des terres du taïfa de Tortosa qui appartiennent à Al-Múndir de Lleida. Celui-ci, qui voyait ses domaines de Tortosa et Denia menacés, s'allie avec Bérenger-Raimond II, qui attaque le Cid à l'été 1090, mais ce dernier le met en déroute à la bataille de Tévar (es), possiblement dans une pinède située entre Monroyo et Morella. Il capture de nouveau à cette occasion le comte de Barcelone qui, à la suite de cette bataille, est contraint d'abandonner ses ambitions au Levant.
À la suite de cette victoire, le Cid devient le personnage le plus important de l'est de la péninsule, établissant un protectorat sur le Levant qui avait comme tributaires les taïfas de Valence, Lérida, Tortosa, Dénia, Albarracín, Alpuente, Sagonte, Jérica, Segorbe et Almenara.
En 1092, il reconstruit la forteresse de Peña Cadiella (actuel Château de la Carbonera (es), dans la Sierra de Benicadell (es)). Alphonse VI a de fait perdu son influence sur Valence, remplacée par le protectorat du Cid, et pour rétablir sa domination sur cette région il s'allie avec Sanche Ier d'Aragon et Bérenger-Raimond II, et s'assure le soutien naval de Pise et de Gènes. Le roi d'Aragon, le comte de Barcelone et la flotte de Pise et de Gènes attaquent le taïfa de Tortosa, qui s'était soumise au Cid en payant des tributs, et en été 1092 la coalition harcèle Valence. Alphonse VI s'est rendu de son côté par voie terrestre pour diriger cette alliance multiple contre le Cid, mais le retard de l'armada pisano-génoise qui devait le soutenir, ainsi que le coût élevé du maintien du siège, l'obligent finalement à abandonner les terres valenciennes.
Rodrigo, qui était à Saragosse (le seul taïfa de la région à ne pas lui verser de tribut), reçoit le soutien d'Al-Musta'in II, et effectue des représailles sur le territoire castillan au travers d'une intense campagne de pillage à La Rioja. Après ces événements, aucune force chrétienne n’a pu s’opposer au Cid, et seul le puissant empire Almoravide, alors au sommet de sa force militaire, a pu le faire de front.
La menace almoravide fut certainement la raison qui a mené le Cid à faire un pas de plus dans ses ambitions au Levant, et dépassant l'idée de créer un protectorat sur les différentes places fortes de la région et soutenu par les tributs des taïfas voisins (dont Tortosa, Alpuente et Albarracín), il décide de conquérir la ville de Valence pour établir une seigneurie héréditaire, statut extraordinaire pour un seigneur de guerre indépendant en ce qu’il n’était soumis à aucun roi chrétien.

### Conquête de Valence

Bataille de Quart, le 21 octobre 1094. Les almovarides tentent de récupérer Valence, qu'ils assiègent avec environ 10 000 combattants. Le Cid, après une semaine de siège, tente de faire une sortie nocturne par la porte de Boatella au sud-sud-ouest avec le gros de ses troupes et se poste en embuscade derrière l'arrière-garde ennemie du roi almovaride au sud du village de Quart. Un second corps de cavalerie sortit à l'aube par la porte de la Culebra et avança directement vers l'avant-garde ennemie, située à l'est de Mislata, dans le but de provoquer l'avancée de la cavalerie almovaride, puis entreprend une retraite rapide pour l'attirer vers Valence dans un mouvement de retraite semblable au tornafuye. Cette manœuvre sape la cohésion de la formation musulmane qui s'étendant sur une distance de 5 kilomètres entre Quart et Valence. Le Cid attaque ensuite l'arrière-garde almovaride, résultant en une débandade musulmane, capture le roi et obtint une victoire rapide. Ce fut la première déroute de l'empire almoravide contre une armée chrétienne.

Après le printemps de l'année 1092, le Cid étant encore présent à Saragosse, le Cadi Ibn Ŷaḥḥāf (appelé Abeniaf par les chrétiens), favorise l'exécution de Yahya al-Qadir (alors protégé et tributaire du Cid) avec l'appui du camp almoravide, le 28 octobre 1092, et prend le pouvoir à Valence. Apprenant la nouvelle, le Cid retourne à Valence au début de novembre et assiège le Château de Cebolla (es), aujourd'hui dans la commune d'El Puig. Il en vient à bout durant l'année 1093 dans le but de s'en servir comme base d'opérations pour un assaut définitif sur Valence.
Il commence au printemps à encercler la ville. Valence, en situation périlleuse, sollicite une armée de secours almoravide qui est envoyée à la demande d'al-Latmuní et avance en direction d'Almussafes, à vingt kilomètres de Valence, pour finalement se retirer dans un second temps. La population valencienne ne recevra pas plus de secours, et les conséquences de la pénurie commencent à se faire sentir,. Le siège et le blocus se prolongent durant quasiment une année, jusqu'à ce que Valence capitule le 17 juin 1094. Le Cid prend possession de la ville et se proclame « Princeps Rodericus Campidoctor »,,, fondant ainsi la Principauté de Valence, qui occupait en 1092 une grande partie du Pays Valencien. Toutefois, à partir de l'an 1093 une partie de ce qui de nos jours est connu sous le nom de province de Castellón fut donné au royaume d'Aragon,.
La pression almoravide ne cesse cependant pas, et au milieu de septembre 1094 une armée de Abu Abdalá Muhammad ibn Tāšufīn, neveu de l'empereur Youssef ben Tachfine, arrive à Quart, à cinq kilomètres de Valence, et l'assiège, mais sera mise en déroute par le Cid en bataille rangée lors de la bataille de Quart.
Ibn Ŷaḥḥāf fut brûlé par le Cid, qui se venge ainsi de l'assassinat de son protégé et tributaire Yahya al-Qadir, et applique ainsi une coutume islamique de l'époque. Dans le but de sécuriser les itinéraires routiers de son nouveau domaine seigneurial, Rodrigo s'allie au nouveau roi d'Aragon Pierre Ier, intronisé peu avant la chute de Valence durant le siège d'Huesca, et capture le Château de Serra (es) et Olocau en 1095.
En 1097 une nouvelle incursion almoravide est effectuée à l'initiative de Muhammad ibn Tasufin dans le but de récupérer Valence, mais elle est défaite près de Gandia par le Cid avec l'aide de l'armée de Pierre Ier d'Aragon durant la bataille de Bairén. La même année, Rodrigo envoie son fils unique Diego Rodríguez se battre aux côtés d'Alphonse VI de León contre les Almoravides. Les troupes d'Alphonse VI sont défaites et Diego meurt durant la bataille de Consuegra.
À la fin de l'année 1097, il prit la ville d'Almenara, fermant ainsi les routes du nord de Valence. En 1098 il conquit définitivement la ville fortifiée de Sagonte, raffermissant ainsi sa domination sur l'ancien Taïfa de Valence.
D'autre part, il consacre en 1098 la nouvelle cathédrale de Santa María, réformant ainsi celle qui était anciennement l'aljama arabe. Il place Jérôme de Périgord à la tête du nouveau siège épiscopal, au détriment de l'ancien métropolitain mozarabe, en raison de la désaffection entre le Campeador et la communauté mozarabe générée durant le siège de Valence de septembre à octobre 1094. Dans le diplôme de dotation de la cathédrale daté de 1098, Rodrigo se présente sous le titre de «princeps Rodericus Campidoctor» («prince Ruy le guerrier», en latin), se considérant ainsi comme un souverain autonome alors qu'il n'a pas d'ascendance royale, et fait référence à la bataille de Quart comme un triomphe rapide et sans pertes contre un très grand nombre de mahométans,.
Maintenant établi à Valence, le Cid s'allie avec Raimond-Bérenger III de Barcelone, comte de Barcelone, dans le but de freiner ensemble la poussée almoravide. Les alliances militaires se renforceront par la suite grâce à des mariages, l'année de sa mort il aura marié ses filles à de hauts dignitaires : Cristina Rodríguez avec l'infant Ramiro II de Monzón et María Rodríguez (en) avec Raimond-Bérenger III de Barcelone,.
Ces liens confirment la véracité historique des vers 3.724 et 3.725 du Cantar de mio Cid : « hoy los reyes de España sus parientes son,/ a todos alcanza honra por el que en buen hora nació ». En effet García V de Navarre fut petit-fils du Cid et roi de Pampelune; et de la même manière Alphonse VIII de Castille est arrière petit-fils du Cid.

### La mort du Cid
Le Cid gouverne la ville de Valence jusqu'à sa mort le 13 juillet 1099. Sa veuve Chimène tiendra Valence contre Youssef ben Tachfine, de retour, jusqu'en 1102 avec ses maigres forces, sans véritablement être aidée par le roi de Castille ou par le comte de Barcelone. En évacuant la ville avec sa petite armée, elle emporte les restes du Cid. Pour ne pas décourager les soldats, dit-on, Chimène le fit tenir sur son cheval, Babieca, en lui plaçant son épée Tizona dans la main, de façon que les soldats le croient encore en vie. Il s'agit bien sûr d'une légende : le Cid était alors mort depuis trois ans et on imagine difficilement le réalisme de la mise en scène compte tenu du climat de la province de Valence.[réf. nécessaire]
La ville de Valence ne fut reprise par les chrétiens que 136 ans plus tard sous le règne de Jacques Ier d'Aragon, arrière-petit-fils de Raimond-Bérenger IV de Barcelone, demi-frère des petites-filles du Cid et fils en secondes noces de Raimond-Bérenger III de Barcelone, fait duquel le roi Jacques Ier tira profit,.

## Descendance
Par sa fille Cristina, le Cid est le grand-père du roi García V de Navarre dit le Restaurateur (règne 1134-1150) et l'ancêtre des rois de Navarre qui ont succédé à celui-ci.
De fait, le Cid et Chimène sont les ascendants par les femmes de tous les rois de France et de Navarre qui n'ont pas régné de jure uxoris, les plus notables étant Henri IV et ses descendants.

## La légende du Cid
Réputé invaincu, le Cid devint rapidement une figure légendaire. Son tombeau, ainsi que celui de son épouse Chimène, est visible dans la cathédrale Santa María de Burgos. Une partie de leurs restes (une côte et une omoplate), prélevés à la suite du pillage de leur sépulture par les troupes de Napoléon Bonaparte en 1809, sont conservés dans le reliquaire de Vivant Denon, conservé au musée Bertrand de Châteauroux.

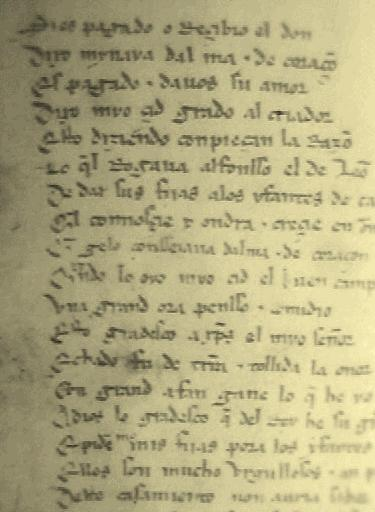
Une page du codex original du Cantar de mio Cid (1207), Madrid, Bibliothèque nationale d'Espagne.
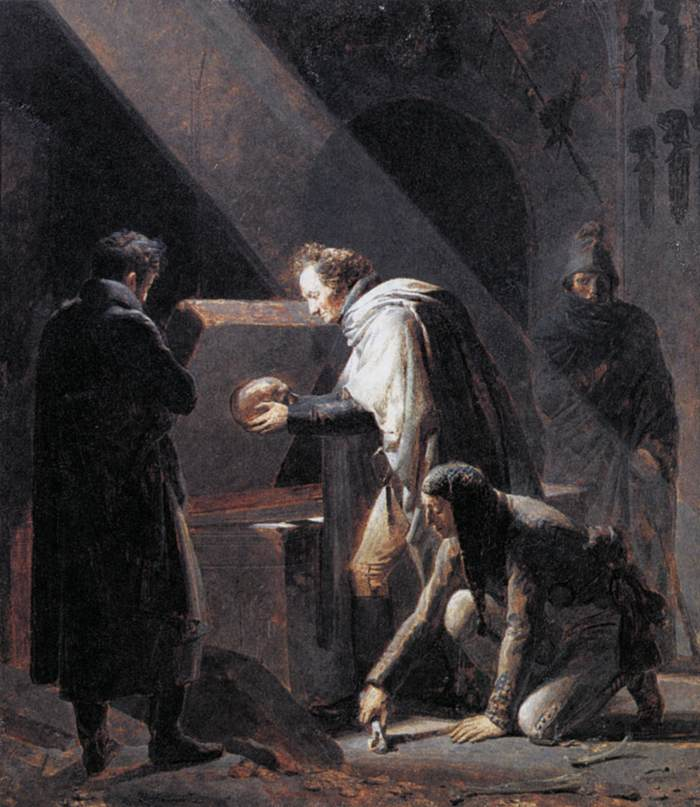
Alexandre-Évariste Fragonard, Vivant Denon replaçant les restes du Cid dans sa tombe (vers 1811), Saint-Quentin, musée Antoine-Lécuyer.

Son épée Tizona est conservée au musée de l'Armée (Museo del Ejército) de Madrid.

## Le Cid dans les arts
Le Cid est le personnage central de plusieurs œuvres littéraires, musicales ou cinématographiques.

### Littérature
- Une chanson de geste, le Cantar de mio Cid (XIIe siècle), composé vers 1128 en vers alexandrins, publié par Tomás Antonio Sánchez au XVIIIe siècle.
- Historia del muy noble poderoso caballero el Cid Ruy Dias, Lisbonne, 1615.
- Une épopée dramatique de Guillén de Castro, Las Mocedades del Cid (1618).
- Une tragi-comédie, Le Cid, de Pierre Corneille (1636).
- Victor Hugo, dans un poème de La Légende des Siècles intitulé Le Romancero du Cid, consacre 728 vers à l'histoire du Cid, dans lesquels il le fait discourir au roi Sanche II de Castille.
- Robert Southey a recueilli, dans sa Chronicle of the Cid, from Spanish (Londres, 1808, in-4), tout ce que les romanceros racontent du héros ibérique.
- Reinhart Dozy a publié dans ses Recherches sur l'histoire de l'Espagne au Moyen Âge un précieux fragment d'une Vie du Cid, en arabe, écrite en 1109.
- Auguste Creuzé de Lesser a traduit en partie le Roman du Cid en 1814. Antony Rénal, en 1842, et Jean-Joseph-Stanislas-Albert Damas-Hinard, en 1844 l'ont traduit en entier.
- Le Cid est un personnage de trois des Poèmes barbares de Leconte de Lisle (1862) : La Tête du comte[Note 2], L'Accident de Don Iñigo[Note 3] et La Ximena[Note 4].
- Une pièce de théâtre parodique, Le Cid maghané, par Réjean Ducharme.
- Un poème parodique, par Georges Fourest (1909).
- Une pièce parodique en pataouète, La Parodie du Cid, par Edmond Brua (1941).
- Le roman de fantasy Les Lions d'Al-Rassan de Guy Gavriel Kay se déroule dans un univers fortement inspiré de l'époque du Cid[39].
- Arturo Pérez-Reverte : Sidi, Editions du Seuil, 2023.

### Bande dessinée
- Sirius, L'Ombre du Cid, Éditions Dupuis, 1963.
- Antonio Hernández Palacios, Le Cid, Éditions Aventures et Voyages, 1974.

### Musique
- « Percé jusques au fond du cœur », Air sur les stances du Cid H.457, Marc-Antoine Charpentier (début 1681).
- « Père, maîtresse, honneur, amour » Air sur les stances du Cid H.458, Marc-Antoine Charpentier (début 1681).
- « Que je sens de rudes combats », Air sur les stances du Cid H.459, Marc-Antoine Charpentier (début 1681).
- Il gran Cid de Jean-Baptiste Stuck (1715).
- Il gran Cid, opera seria, de Niccolo Piccinni, livret de Giovacchini Pizzi, 1766, Naples ; repris sous le titre Il Cid.
- Artaserse de Giovanni Paisiello (1771).
- Il gran Cid de Antonio Sacchini (1773).
- Chimène ou Le Cid de Antonio Sacchini (1783).
- Le Cid, opéra de Théodore Gouvy (1862).
- Der Cid, opéra de Peter Cornelius (1865).
- Don Rodrigue, opéra en 5 actes de Georges Bizet (1873), inachevé.
- Un opéra de Jules Massenet composé en 1885, Le Cid.
- Rodrigue et Chimène, opéra inachevé en trois actes de Claude Debussy (1893).

### Cinéma et télévision
- Le Cid (1910), film muet italien de Mario Caserini, avec Amleto Novelli.
- Le Cid (1961), film américain d'Anthony Mann, avec Charlton Heston et Sophia Loren.
- Le Cid (1962), téléfilm français de Roger Iglésis.
- Rodriguez au pays des merguez (1980), film réalisé par Philippe Clair et co-écrit avec Edmond Brua.
- Rody le petit Cid (1981), série télévisée d'animation.
- La Légende du Cid (2003), long métrage d'animation.
- Épisode 1 de la saison 2 de Le Ministère du temps (2016), série télévisée espagnole.
- Le Cid (2020), série espagnole.

### Jeu vidéo
- Une  campagne du jeu de stratégie en temps réel Age of Empire II met en scène l'histoire du Cid.

### Spectacle
- Le parc Puy du Fou España ouvre en 2021 le spectacle EL ÚLTIMO CANTAR, sur la vie du Cid.